# Edla Ståhlbom
Edla Maria Mariana Eskilina Ståhlbom, född Blomqvist, född den 23 augusti 1844 i Eskilstuna, död den 1 april 1934 i Jakobs församling i Stockholm, var en svensk företagsledare.
Edla var dotter till handelsmannen Per Eskil Blomqvist (1809–1865) i Eskilstuna och hans hustru Mariana Seraphia Lennander (1807–1885). Gift den 4 juni 1865 med konsul Edvard Ståhlbom (1840–1893) och hade med honom barnen Ingrid Edla Maria (1866–1950) och Ernst Edvard (1868–1895).
Vid sin make Edvards död 1893 tog hon över verksamheten i Ståhlbom & Co Kvarnaktiebolag i Norrköping.
Edla Ståhlbom gav 2013 namn åt Fru Edlas plats vid Ståhlboms kvarn i centrala Norrköping.